# Návrat idiota
Návrat idiota (bra: O Retorno do Idiota) é um filme de drama tcheco de 1999 dirigido por Saša Gedeon, baseado no romance O Idiota, de Fiódor Dostoiévski. 
Foi selecionado como represente da República Tcheca à edição do Oscar 2000, organizada pela Academia de Artes e Ciências Cinematográficas.[carece de fontes?]
Em 1999, recebeu o Prêmio do Júri da 23.ª Mostra Internacional de Cinema de São Paulo.

## Elenco
- Pavel Liška - Frantisek
- Anna Geislerová - Anna
- Tatiana Vilhelmová - Olga